# Boreosignum affinis
Boreosignum affinis là một loài chân đều trong họ Paramunnidae. Loài này được Malyutina & Ushakova miêu tả khoa học năm 2001.